# Rhuma divergens
Espèce
Synonymes
- Sterictopsis divergens Goldfinch, 1929[2]

Rhuma divergens est une espèce d'insectes lépidoptères, un papillon de nuit de la famille des Geometridae. Cette espèce est présente en Australie,.